# Bukit Pagon
Bukit Pagon est une montagne située au nord de l'île de Bornéo, à la frontière entre le Brunei et la Malaisie. Avec une altitude de 1 850 m, elle constitue le point culminant du Brunei. Elle se trouve en limite du district bruneien de Temburong, qui est séparé du reste du pays par une partie de l'État malaisien de Sarawak, et du parc national d'Ulu Temburong (en).
Des spécimens de Nepenthes lowii, une plante carnivore, peuvent être trouvés sur les pentes de la montagne.